# تزئینات هنری روی سفال
شابک ‎

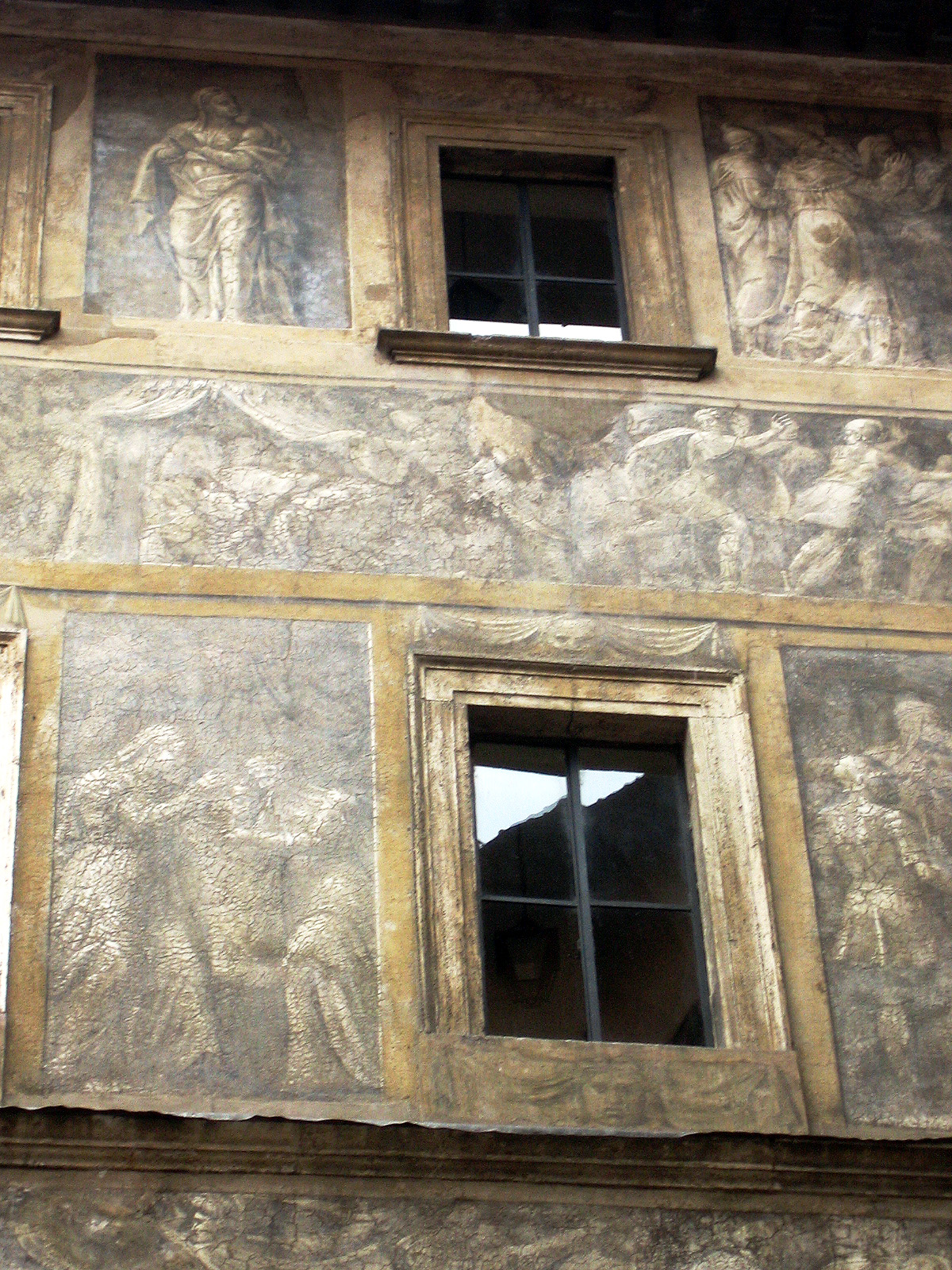

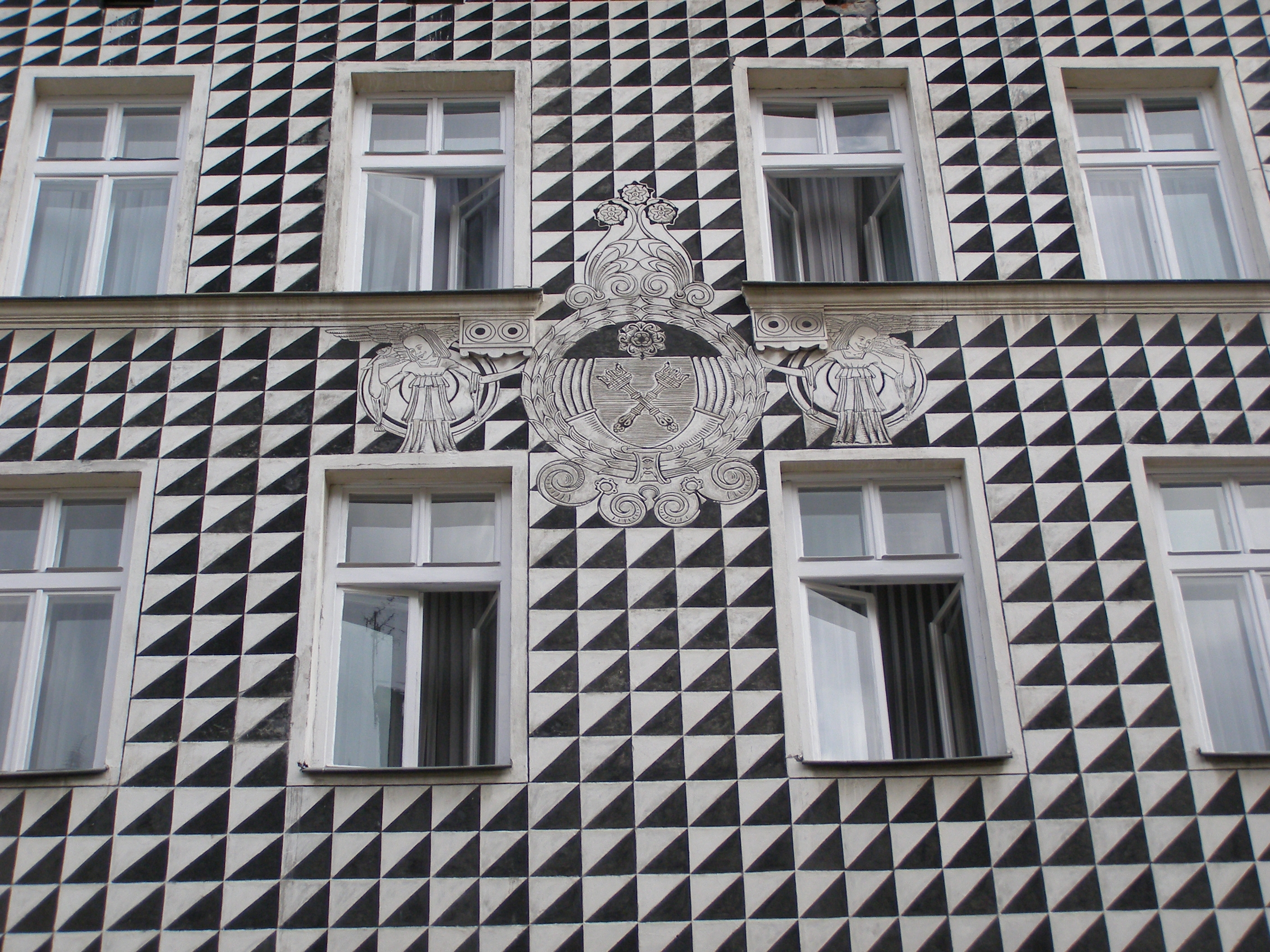

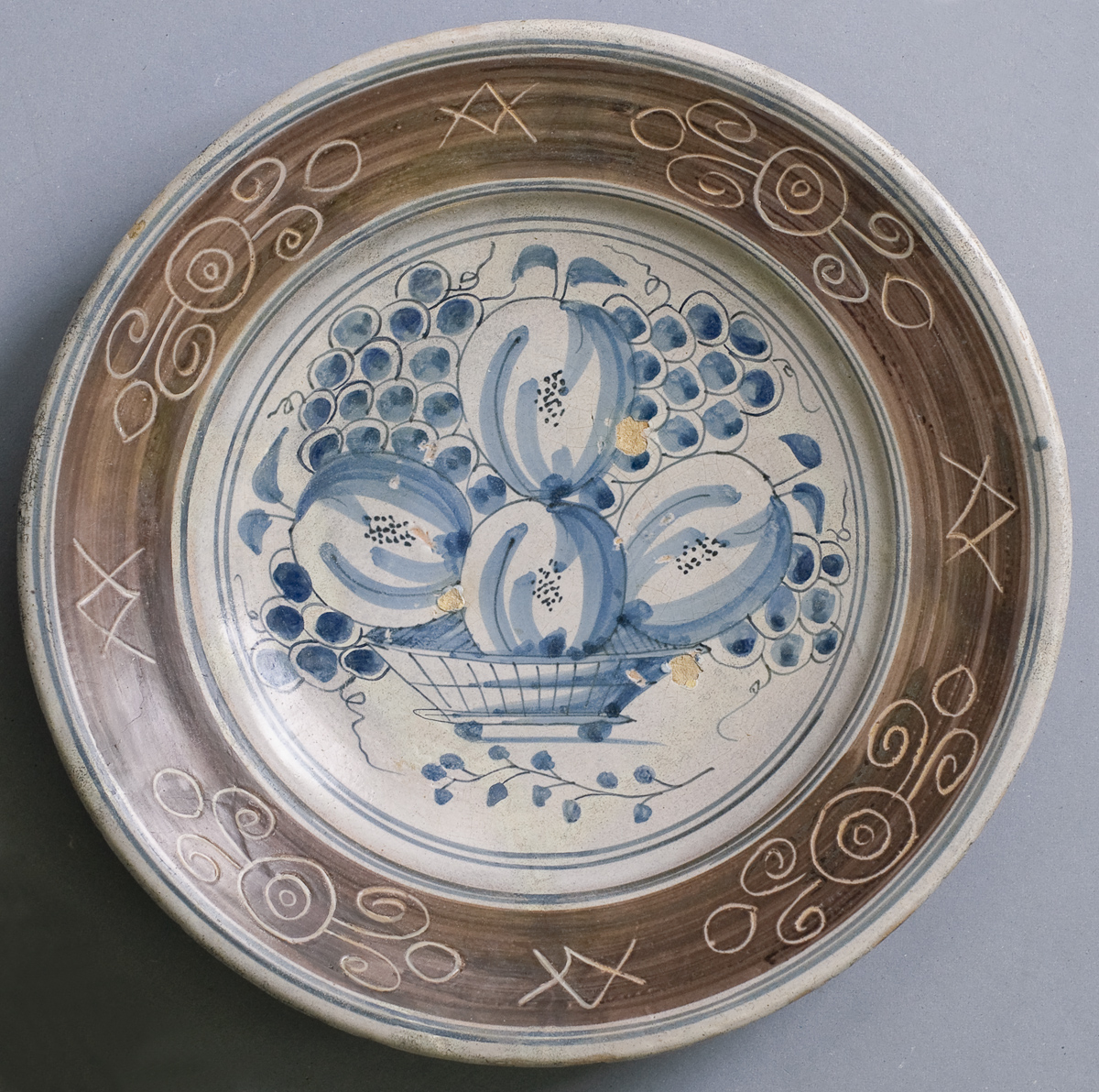

تزئینات هنری روی سفال و گچ تکنیکی است که به عنوان تزیین دیوارها نیز استفاده می‌شود. این کار توسط استفاده از لایه‌های اندود که در رنگ‌های مختلف در سطح مرطوب یا در سرامیک‌ها با استفاده از بدنهٔ سرامیک خام که از لایه‌های نفرندهٔ متوالی است، تولید می‌شود.

## ریشه یابی
این کلمه ریشهٔ ایتالیایی دارد که به معنای خراشیدن و قلم زدن می‌باشد، و بالاخره پس از آن ریشه یونانی دارد به معنای نوشتن که ریشهٔ امروزی این کلمه در واژهٔ گرافیتی به معنای حروف یا تصاویری که روی دیوار نوشته شده باشد، می‌توان دید.

## تاریخچه
نقاشی روی دیوارها در اروپا از زمان‌های کلاسیک وجود داشته‌است و در ایتالیا در قرن ۱۶ معمول بوده‌است و درهنر آفریقایی‌ها نیز یافته شده‌است. رویهٔ این تکنیک نسبتاً ساده است و مشابه رویهٔ نقاشی روی سفال و گچ می‌باشد. این سبک نقاشی نقش جدی در سال‌های رنسانس در ایتالیا داشته، به همراه ۲ نفر از کارآموزهای رافائل پولیدورو و ماتورینو در میان رهبری متخصیص، این نقاشی‌ها را در کاخ‌ها در رم و شهرهای دیگر انجام دادند که اکثر کارهای آنان امروزه رنگ و رو رفته و هوا زده شده‌است.
در دورهٔ قرن ۱۶ این هنر و تکنیک توسط استادان سازنده به آلمان آورده شد و با اشتیاق آن را ارتقا بخشیدند. به عنوان یک مثال ساده و بومی قدیمی در قسمت وسیع اطراف ماربورگ و وترو در آلمان می‌توان دید. در المان این تکنیک به‌طور غالب در باورایا وجود دارد. استفاده از گرافیتی در خلق خانه‌های روکار برای تبلیغات رایج بوده‌است. این هنر همچنین تورینجیا، اینگاندین، اتریش و ترانسیلوانیا نیز استفاده شده‌است. در شمال خاوری اسپانیا، کاتالونیا، این نوع نقاشی توسط معماران کلاسیک در اوایل قرن ۲۰ اجرا می‌شده و در دکوراسیون نما این تکنیک مجدداً بازگشت.
کاربرد دیگر این نقاشی در ساده‌ترین حالتش نیز دیده شده‌است که روی روکش‌های خشک پارچه‌های مخصوص نقاشی یا حتی برگه‌های معمولی نیز بوده‌است. گاهی نیز تمام صفحه را رنگ می‌زدند و با جوهر سیاه وری آن طرح را می‌کشیدند. بعضی مواقع به لایهٔ اولی رنگ احتیاجی نیست و روکش خیس اصلی، پارچهٔ نقاشی را اشکار می‌کند که این کار با روش پاستیل روغنی قابل اجرا نیست. این تکنیک اغلب در کلاس‌های هنر برای درس دادن این نوع نقاشی به هنرجویان استفاده می‌شود.

## هنرنوین
نمونه‌های کار گرافیکی در نما و روکار ساختمان هادر دورهٔ بین ۱۸۹۰ تا ۱۹۱۵ دیده شده و در این زمینه جنبش حرکتی در هنرها و مهارت‌ها و صنعت‌ها رخ داد به خصوص در بلژیک و فرانسه هنرمند نگلیسی هیوود سامنر به عنوان پیشگام در ان دوره، برای این تکنیک شناخته شده‌است. نمونه کارهای او برای مثال در سال ۱۸۹۲ در کلیسای سنیت ماری، سابری و سری در جنوب شرقی انگلیس دیده می‌شود. فنک ار او بیشتر در کسبک خراشیدن روی اندودها بود هاما تکنیک‌های گوناگون دیگری را هم در دکوراسیون گرافیک بیرونی نیز شامل می‌شده.
نمونه‌های دیگر:
- قاب‌های سرامیکی در گرنه میسون، معمار اوسکار فرانسوا هنرمند هنری پرایوت لیومونت، ۱۸۹۷- ۱۸۹۶.
- هتل سیامبرلانی، شهر بروسل، معمار پال هنکر ۱۸۹۷
- کاشی کاری ((پرنسس رویاها)) و کارهای دیگر هتل متروپل موسکو معمار ویلیام و الکوت، هنرمند میکائیل و بروبل ۱۸۹۹- ۱۹۰۷
- خانهٔ کاشیه بروسل معمار پال کاشیه، ۱۹۰۵
- سرامیک کاری‌های خانهٔ مونیسیپال در پراگ، معمار اسوالد پولیوکا، هنرمند کارل اسپیلار ۱۹۰۵ – ۱۹۱۲

## نگارخانه

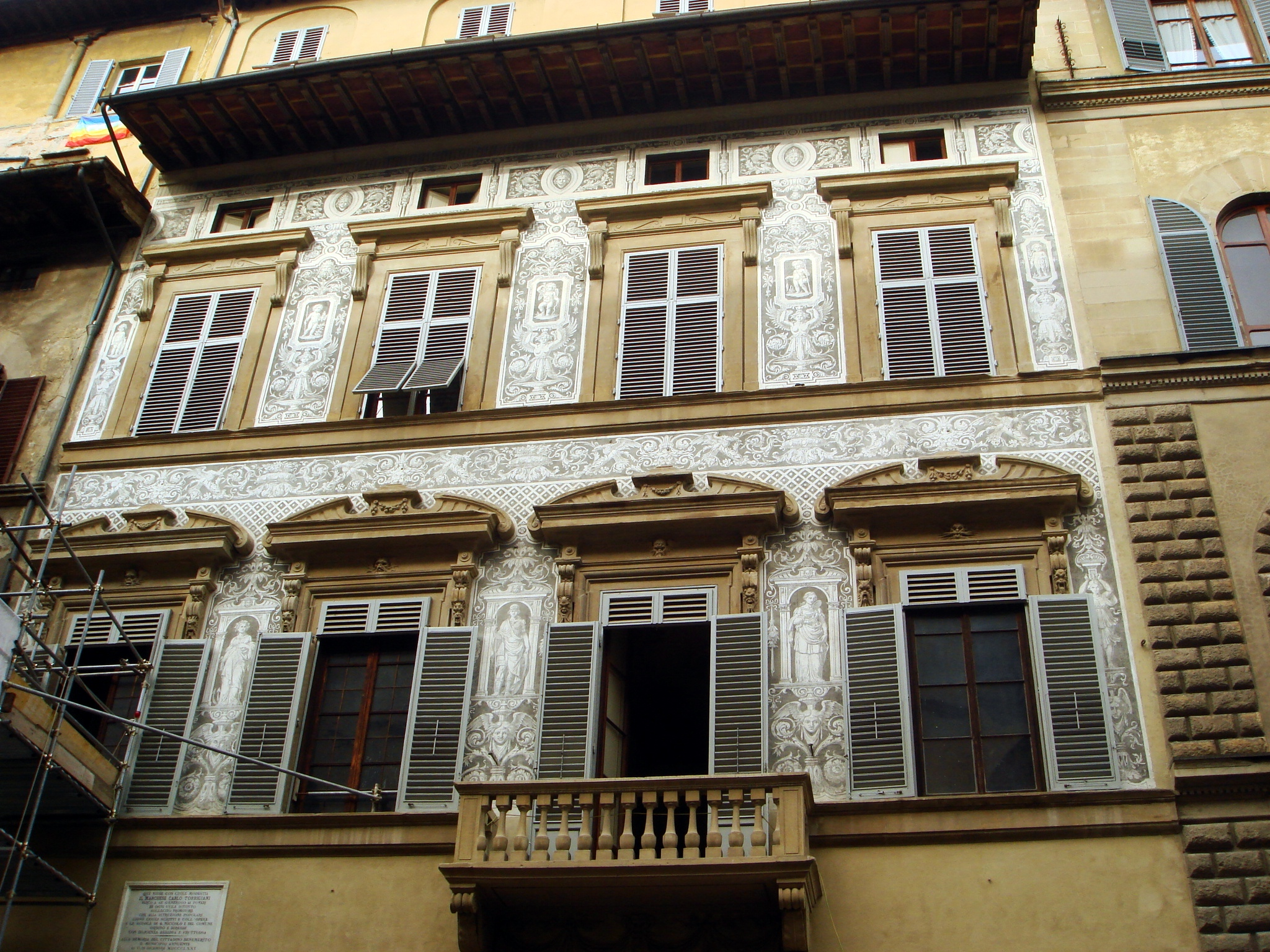
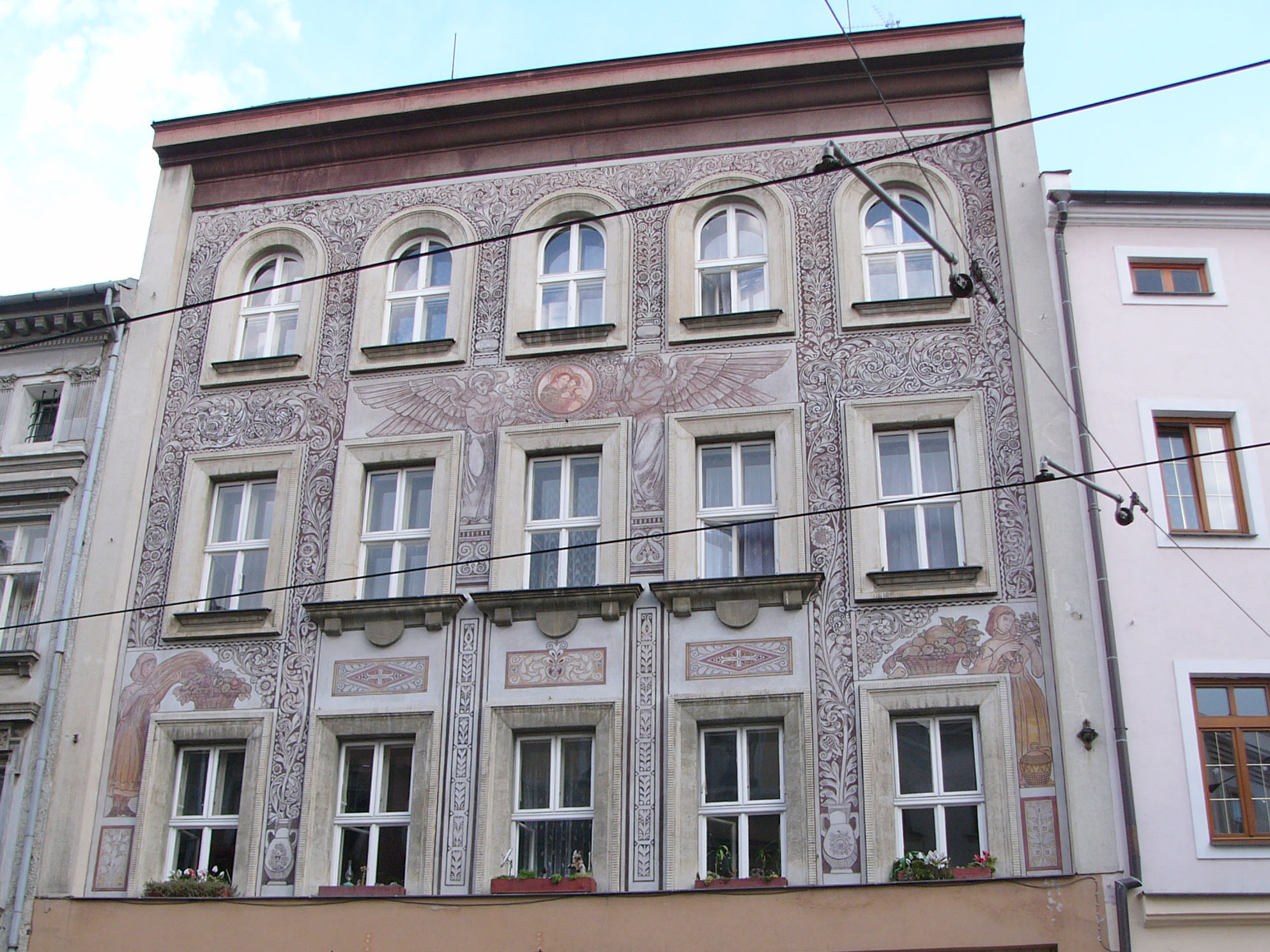
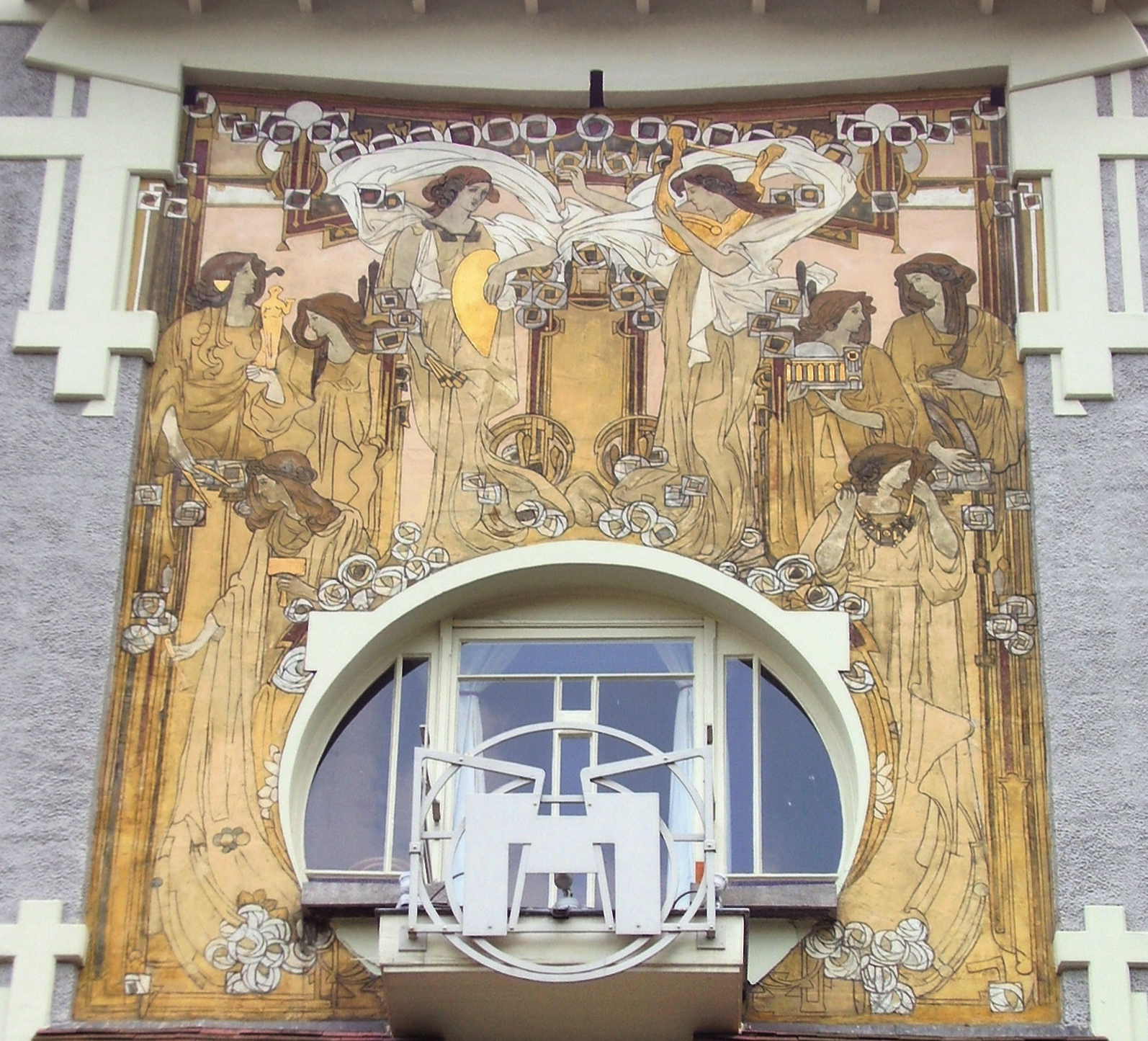
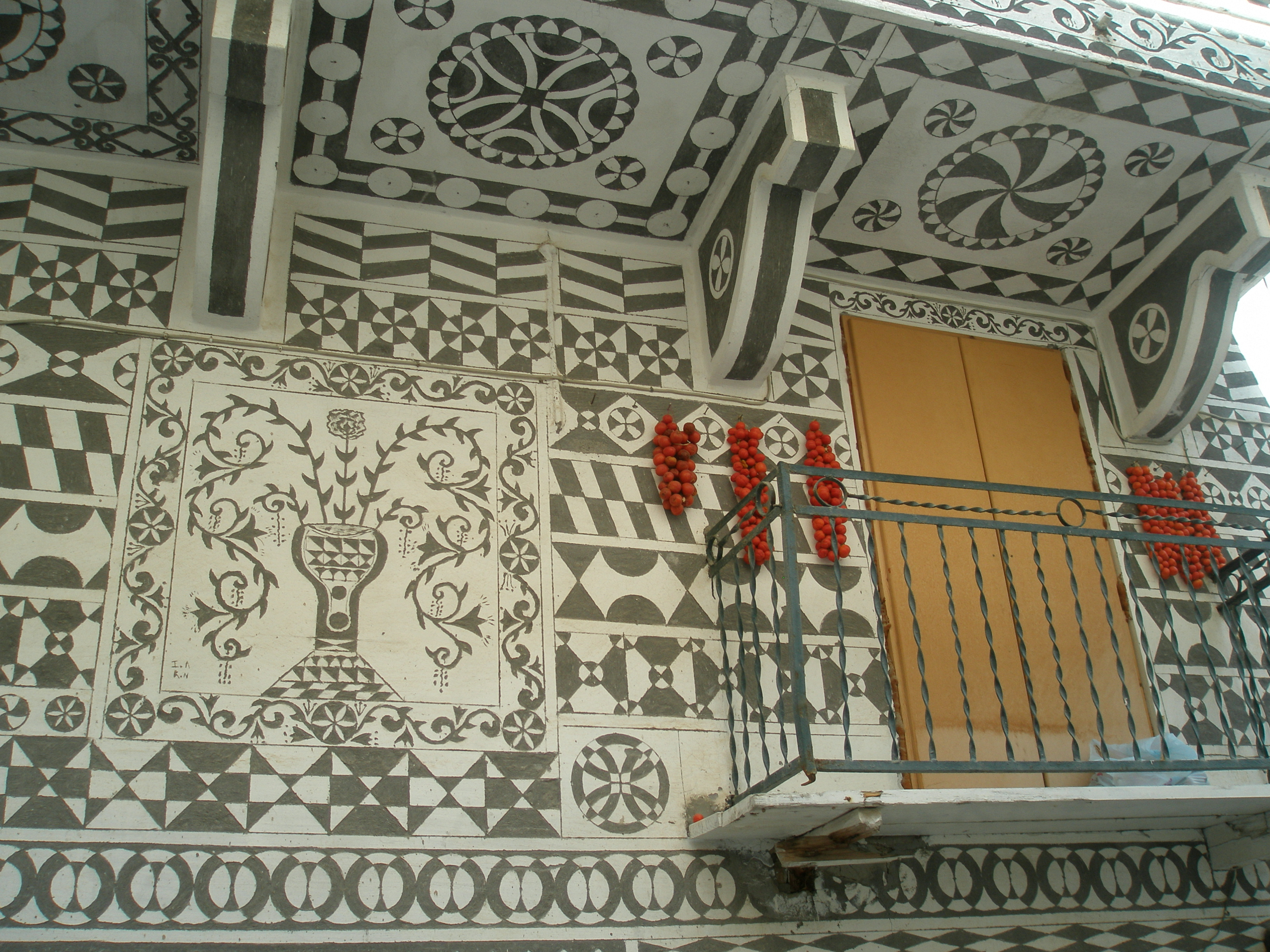
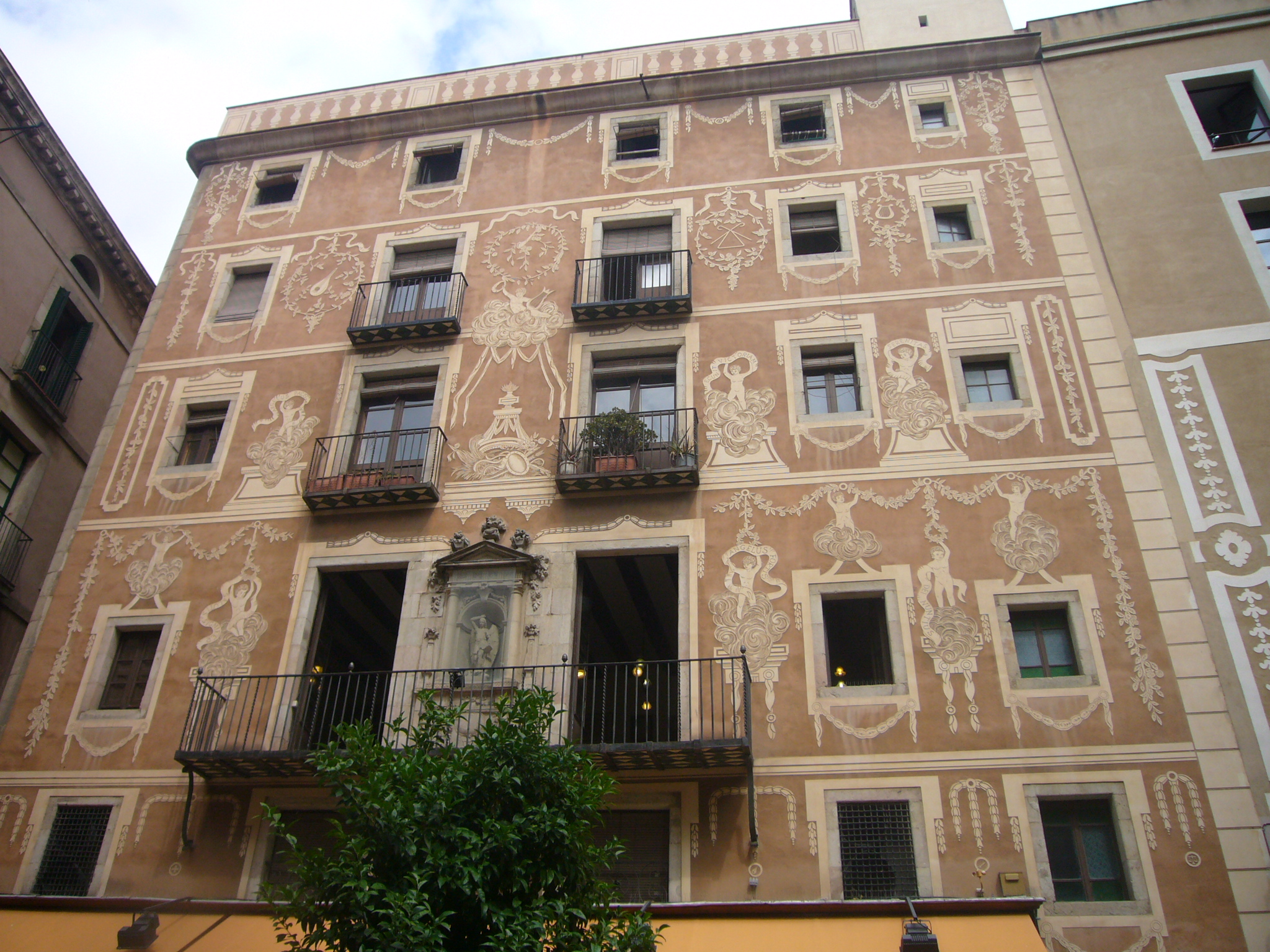
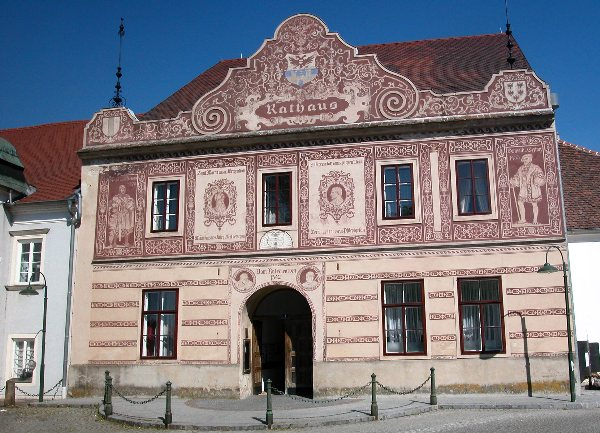
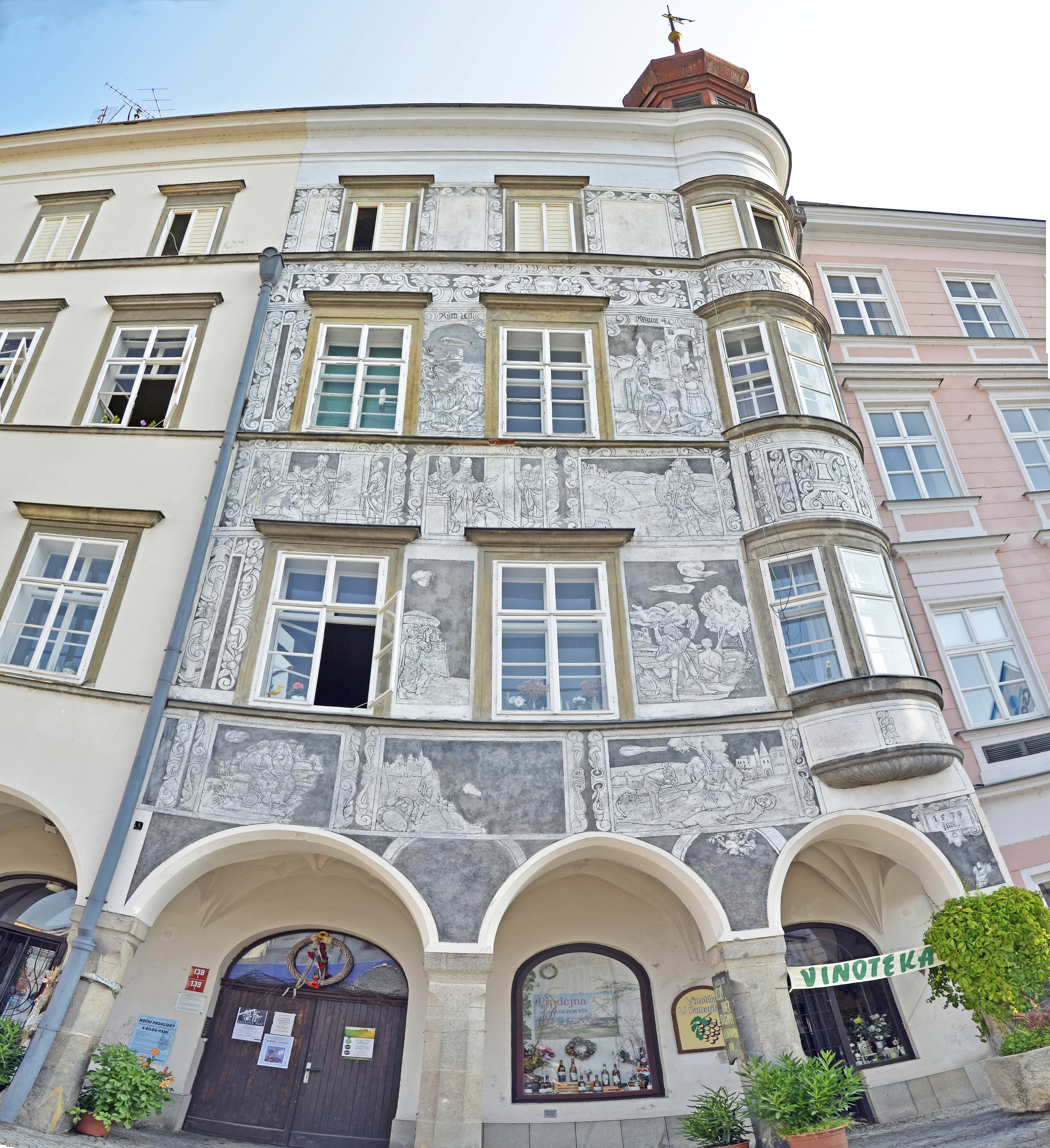